# Mallobaudes (comes)
Mallobaudes war ein spätantiker römischer Feldherr (comes) und fränkischer Kleinkönig (rex Francorum), der im 4. Jahrhundert n. Chr. lebte. Er diente zunächst als Heerführer in der römischen Armee des Westens und trug den Titel eines comes domesticorum, bevor er in seine fränkische Heimat zurückkehrte und dort als König eines Teilstamms agierte.

## Leben und offene Fragen
Die römische Armee bestand zu diesem Zeitpunkt nicht nur zu einem beträchtlichen Teil aus Germanen, sondern wurde auch von solchen befehligt. Waren vorher vor allem Alamannen in hohe Ränge der Armee aufgestiegen, wurden sie allem Anschein nach in der zweiten Hälfte des 4. Jahrhunderts n. Chr. von Franken abgelöst. Mallobaudes gehörte zu einer ganzen Gruppe von Militärs, die aus vornehmen fränkischen Familien stammten und in den 370er bis 390er Jahren hohe Positionen im römischen Heer innehatten. Weitere Beispiele der offenbar miteinander vernetzten Gruppe sind Merobaudes, der als Heermeister (magister militum) der direkte Vorgesetzte von Mallobaudes wurde, Bauto, Richomer und Arbogast.
In den Jahren 354 und 355 taucht ein Mallobaudes als tribunus scholae armaturarum unter Kaiser Constantius II. auf. Ob dieser mit dem hier beschriebenen späteren Mallobaudes identisch ist, ist umstritten, gilt aber aufgrund der zeitlichen Entfernung als eher unwahrscheinlich.
378 wird Mallobaudes als comes domesticorum (Führer der Leibwache) unter Kaiser Gratian erwähnt. Gemeinsam mit Nannienus, der wohl comes rei militaris war, führte er die Armee in Gallien gegen die alamannischen Lentienser, die den Rhein überschritten hatten. In der Schlacht bei Argentovaria kommandierte er laut dem Geschichtsschreiber Ammianus Marcellinus mit großer Tapferkeit die Truppen, die den König der Lentienser Priarius wieder über den Rhein zurückwarfen. Bei dieser Gelegenheit wird er von Ammianus Marcellinus als comes domesticorum et rex Francorum eingeführt.
Ob dies bedeutet, dass er gleichzeitig römischer comes und fränkischer rex gewesen sei, ist unklar. Manfred Waas glaubt, dass eine solche Konstruktion vor der Einigung der Römer mit den Goten nach dem Gotenkrieg 382 schwer denkbar sei. Stattdessen sei Mallobaudes bald nach seinem Einsatz im römischen Heer wieder zu seinem Stamm zurückgekehrt, der vermutlich am Mittelrhein siedelte, und dort als König (rex Francorum) eingesetzt worden. Dies bedeutete allerdings wohl nur das Kleinkönigtum über einen fränkischen Teilstamm, der am ehesten mit dem der Rheinfranken zu identifizieren ist.
Als Führer der Franken tötete er um 380 im Kampf den König der alamannischen Bukinobanten, Makrian, der laut Ammianus ein treuer römischer Verbündeter (Foederat) und – eventuell im Vertrauen auf die Rückendeckung der Römer – in fränkisches Territorium eingefallen war. Möglicherweise hatte sich Mallobaudes von den Römern abgewandt, genauso gut könnte es sich aber auch um eine Auseinandersetzung zwischen zwei germanischen Fürsten gehandelt haben. Archäologische Befunde weisen darauf hin, dass Mallobaudes als römischer Veteran, der in die fränkische Heimat zurückkehrte, kein Einzelfall war.
Mallobaudes könnte ein Verwandter des Gennobaudes gewesen sein, der im Jahr 388 mit anderen fränkischen Kleinkönigen im Römischen Reich einfiel und getötet wurde.